# Argyrotype
L'argyrotype est un procédé d'impression utilisant la complémentarité des sels de fer et d'argent pour produire des images brunes sur du papier. Ce procédé est dérivé de l'argentotype, du callitype, et du procédé Van Dyke au XIXe siècle. Il apporte par rapport à ce procédé une plus grande simplicité, une amélioration de la stabilité de l'image. Ce procédé a été développé par Mike Ware.